# USS Carola IV (SP-812)
USS Carola IV – okręt patrolowy United States Navy. Zbudowany w 1885 w Culzian (Szkocja) jako jacht parowy. W czerwcu 1917 gdy jego właścicielem był Leonard Richards z Nowego Jorku nabyty przez US Navy do służby w czasie I wojny światowej. Wszedł do służby na początku lipca, przepłynął przez Atlantyk do Brestu w tym samym miesiącu i w sierpniu, odwiedził po drodze Nową Fundlandię i Azory. Po krótkim okresie służby patrolowej w pobliżu francuskiego wybrzeża, w październiku 1917, „Carola IV” został określony jako nie posiadający odpowiednich cech morskich (ang. unseaworthy) i przesunięty do służby portowej jako jednostka koszarowa. Taką rolę pełnił do końca wojny i przez kolejny rok. Wycofany ze służby pod koniec grudnia 1919 i sprzedany w Breście.